# 水肺潛水

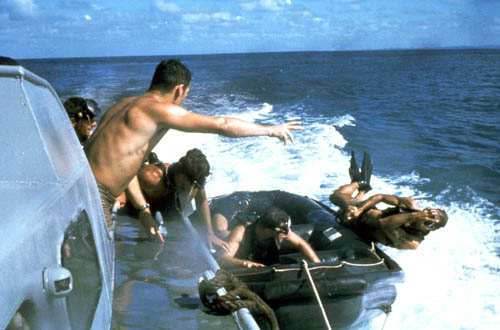
海豹突击队，水肺潜水训练

水肺潛水（英語：Self-Contained Underwater Breathing Apparatus，縮寫：SCUBA），指潛水員自行攜帶水下呼吸系統所進行的潛水活動，其中有開放式（open-circuit）呼吸系統及封閉式（closed-circuit）呼吸系統，原理都是利用調節器（Regulator）裝置把氣瓶中的壓縮氣體轉化成可供人體正常呼吸的壓力。
開放式呼吸系統相對較簡單，亦為現時較多人使用的系統，此種系統供應呼吸用氣體（一般是壓縮空氣）給潛水員單次使用並且被排走。封閉式呼吸系統又稱循環呼吸器（rebreather），此系統提供可循環使用的供氣。潛水員使用供氣後，系統會將二氧化碳吸收，並且重新注入適當氧氣，再供應給予潛水員。因為此類封閉系統可提供壓縮空氣、高氧（Nitrox）或多種混合氣體（Trimix）給潛水員使用，透過使用不同的氣體，可以針對不同的潛水時限、深度進一步提升，以避免減壓症而設計，裝備價位自然比壓縮空氣的普通氣瓶要多。

## 分類
水肺潛水一般亦分為休闲潜水、技術潛水（Technical Diving）和工業潛水（Commercial Diving）。

### 休閒潛水
泛指觀賞娛樂性的潛水活動，通常會於觀光開放區進行，深度不大於40公尺，初級潛水員深度不大於18公尺，一定需要配有潛伴成組相互照看。40公尺以下為技術潛水範疇。

### 技術潛水
泛指具挑戰性的潛水活動，如大深度的潛水、水底洞穴、沉船等的潛水活動。可能使用特殊氣體，並有可能是以1人進行。

### 工業潛水
泛指含工商業性質的潛水活動，如水下工程、焊接及船舶工业等。

## 装备
水肺潜水的装备通常包括以下部件：
- 潜水面镜（mask）：使潜水者在水中保持视力，并通过面罩平衡口鼻腔之间的空气压力。
- 呼吸管（snorkel）：在水面时使用，以节约对气瓶内空气的消耗。
- 防寒衣：维持潜水者的体温，并一定程度上防止误碰珊瑚、水母等水中动植物时所造成的伤害，防寒衣则分为湿式防寒衣及乾式防寒衣。
- 手套與套鞋：保護手指與腳底，並免於岸潛濕滑跌倒或踩到尖刺物。
- 配重（weight）：改变潜水者的比重，帮助潜水者沉入水下。
- 一組蛙鞋（fins）：为潜水者提供水中前进的推进力（也可完成后退等动作）。
- 潜水气瓶（tank）：存储水下使用的压缩空气。
- 一或兩個呼吸调节器（regulator）：将气瓶内的压缩空气调整为人可呼吸的气压。
- 浮力調節裝置（英语：Buoyancy compensator (diving)）（buoyancy control device, BCD）：通过气囊内的气体控制穿着者在水中的浮力。
- 潜水组合仪表（console）：通常包括深度指示器及气瓶气压指示器。
- 指南針與地圖：用於確定水下位置與方向。
- 潛水電腦（英语：Dive computer）（diving computer）：潜水电脑通常可以指示当前深度、建议的安全停留、水面休息时间、避免乘坐飞机的时间。配有无线气压传输器的潜水电脑还可以实时显示气瓶内当前的气压。
- 潛水燈：用於探照岩石裂縫、縫隙，及夜間潛水。
- 潛水刀：不僅是一個手持工具，同時也是重要的安全裝置。
- 浮力袋：上浮時充氣，用於提醒周圍特別是船隻，標示此處有潛水員即將上浮出水面。
- 推進器：用於潛水的省力裝置。
- 其他配件：例如水底記錄版、繩索、鉤子和其他可讓潛水更加有趣的物件，例如水下攝影機。

## 機構

### 潛水認證系統
目前關於休閒潛水的發照機構繁多，所謂的「潛水執照」相對於駕照，而更像是一種資歷的概念，故可以將之理解為補習班或是學校，而只要其單位教師、學歷（潛水訓練能力）普遍受到信任，多也會被各地潛店認可，不過一般來說，任何持證人的水下資質通常仍會經過導潛的檢視後才放行，以下所列出的各種休閒與技術性機構選擇並沒有好壞之分，可根據需求自行決定，目前一般較為常見的系統有：
- 國際潛水教學系統 (Association Des Instructeurs de Plongée, ADIP)，1997年成立迅速發展的系統，強調國際一致性。
- 水中教練國際協會（National Association of Underwater Instructors，NAUI），1960年在美國統合成立的重視安全教學品質的系統。
- 專業潛水教練協會（Professional Association of Diving Instructor，PADI），1966年成立，現今為發卡數量最多的系統。
- 國際水肺潛水學校（Scuba Schools International，SSI），1970年成立，現今為發卡數量第二多的系統。
- 國際潛水員協會（Confederation Mondiale des Activities Subaquatiques，CMAS），1958年成立，以歐洲市場為主，也是最早的認證系統。
- 國際潛水學校聯盟（Association of Diving School，ADS）1988年主要在日本成立的系統。
- 國際水肺/技術潛水（Scuba Diving International/Technical Diving International，SDI/TDI）1994年由當時世界上經驗最豐富的幾位潛水教練成立。
- 中華潛水推廣協會 (Chinese-Taipei Diving Development Association，CDDA) ，1967年成立
- 迪華世界潛水教練協會 (Diving Instructor World Association，DIWA) ，1972年成立，潛水課程加強了專業性和教學技能。

## 危害及副作用
當達到相當的深度與時間的共同影響下，氣體會在身體中累績，操作不慎可能會造成身體的傷害。
- 减压病：如果在水下未经过足够的安全停留，直接上升至水面，将导致减压病，或称之为潜水夫病。严重者会导致立即死亡。
- 氮醉及记忆力影响：由于高压空气中的氮气易溶于神经系统，可引起神经元传导受阻、导致潜水者反应迟缓、认知能力下降，类似于醉酒的状态。通常氮醉症状会随着下潜深度和压力的减少而消失。使用高氧气体（Nitrox）可减缓氮醉的症状。而长期潜水者会由于其对神经传导的长期影响导致其短期记忆力的损伤。

## 延伸阅读
- Cousteau J.Y. (1953) Le Monde du Silence, translated as The Silent World, National Geographic (2004) ISBN 978-0792267966
- Ellerby D. (2002) The Diving Manual, British Sub-Aqua Club (BSAC) ISBN 0953891925
- Dive Leading, BSAC ISBN 0953891941
- The Club 1953–2003, BSAC ISBN 095389195X

1. ↑  .   [2023-08-23]. （原始内容存档于2023-08-23）.
2. ↑  .   [2023-08-23]. （原始内容存档于2023-08-23）.